# Austroboletus
Genre
Austroboletus est un genre de champignons de la famille des Boletaceae. On les trouve en Asie, en Australie et en Amérique tropicale.

## Systématique
Ces espèces étaient regroupées dans le genre Boletus jusqu'en 1967, dont Austroboletus était un sous-genre.

## Description
Cuticule visqueuse ou sèche, tomenteux à subtomenteux, parfois avec des restes appendiculés à la marge.
Chair blanche ou jaune, immuable.
Hyménium tubulé, adné, d'abord blanc, puis rosé à rose brunâtre à maturité (rarement jaune), parfois coloration brunâtre légère à brun rosâtre.
Stipe central, pruineux, alvéolé et réticulé, sec ou parfois gluant-visqueux, pas de coloration, mais peut développer des taches in situ en vieillissant ; mycélium basal blanc.
Sporée : les spores en masse sont rose vinacé, parfois verruqueuses, amygdaliformes à fusiformes, non-amyloïdes ou dextrinoïdes. Réaction nulle à la potasse (KOH) et à l'ammoniaque (NH4OH).

## Classification phylogénétique
- Boletaceae
  - Boletus communis
  - Boletus edulis group
  - Xerocomus sp.
  - Retiboletus sp.
  - Boletus modestus
    - Austroboletus sp. ([3]?)
      - Austroboletus gracilis
        - Austroboletus novaezaelandicae
          - Austroboletus niveus

    - Octavianina asterosperma
      - Chamonixia sp.
      - Leccinum sp.

## Classification Linnéenne
- Boletaceae
  - Austroboletus
    - Austroboletus betula (Schwein.) E Horak, Asie, Amérique du Nord
    - Austroboletus dictyotus (Boedjin) Wolfe, Asie
    - Austroboletus eburneus Watling & N.M. Greg., Asie
    - Austroboletus fusisporus (Kawan. ex Imaz. et Hongo, Asie
    - Austroboletus gracilis, (Peck) Bolet gracile  Asie, Amérique du Nord, Amérique du Sud
    - Austroboletus festivus[4] Guyane
    - Austroboletus lacunosus, Bolet lacuneux
    - Austroboletus latitubulosus E. Horak, Asie
    - Austroboletus malaccencis (Pat & baker) Wolfe, Asie
    - Austroboletus niveus (McNabb) Wolfe, Bolet des neiges, Australie
    - Austroboletus novae-zaelandiae(McNabb) Wolfe, Bolet de Nouvelle-Zélande
    - Austroboletus occidentalis Watling & MN Greg., Australie
    - Austroboletus Rostrupii[5] , Bolet de Rostrup[6] Guyane
    - Austroboletus purpurascens (Heinem) Horak
    - Austroboletus rarus (Corner) Horak
    - Austroboletus sichianus (Teng & Ling) Horak, Asie
    - Austroboletus subflavidus (Murill) Wolfe, Amérique du Nord, Amérique du Sud
    - Austroboletus subvirens (Hongo) Wolfe, Asie, Australie, Amérique du Sud
    - Austroboletus trinitatensis Wolfe, Amérique du Sud

## Habitat
Distribuée surtout hors d'Europe : Asie, Australasie et Amérique tropicale.
Mycorhizes avec les Pinacées, Fagacées, Myrtacées, Diptérocarpacées, Casuarinacées.

## Liste d'espèces
Selon Index Fungorum (26 juin 2020) :
- Austroboletus amazonicus Vasco-Palac. & López-Quint. 2014
- Austroboletus appendiculatus Semwal, D. Chakr., K. Das, Indoliya, D. Chakrabarty, S. Adhikari & Karun. 2017
- Austroboletus austrovirens N.A. Fechner, Bougher, Bonito & Halling 2017
- Austroboletus cornalinus (Perr.-Bertr. & R. Heim) E. Horak 1980
- Austroboletus dictyotus (Boedijn) Wolfe 1980
- Austroboletus eburneus Watling & N.M. Greg. 1986
- Austroboletus festivus (Singer) Wolfe 1980
- Austroboletus fusisporus (Kawam. ex Imazeki & Hongo) Wolfe 1980
- Austroboletus graciliaffinis Singer 1989
- Austroboletus gracilis (Peck) Wolfe 1980
- Austroboletus heterospermus (R. Heim & Perr.-Bertr.) Singer 1983
- Austroboletus lacunosus (Kuntze) T.W. May & A.E. Wood 1995
- Austroboletus latitubulosus E. Horak 1980
- Austroboletus malaccensis (Pat. & C.F. Baker) Wolfe 1980
- Austroboletus mucosus (Corner) Wolfe 1980
- Austroboletus mutabilis Halling, Osmundson & M.A. Neves 2006
- Austroboletus neotropicalis Singer, J. García & L.D. Gómez 1991
- Austroboletus occidentalis Watling & N.M. Greg. 1986
- Austroboletus olivaceoglutinosus K. Das & Dentinger 2015
- Austroboletus olivaceus Singer 1983
- Austroboletus purpurascens (Heinem.) E. Horak 1980
- Austroboletus rarus (Corner) E. Horak 1980
- Austroboletus rionegrensis (Singer & I.J.A. Aguiar) Singer 1983
- Austroboletus roseialbus N.A. Fechner, Bonito, T. Lebel & Halling 2017
- Austroboletus rostrupii (Syd. & P. Syd.) E. Horak 1980
- Austroboletus rubiicolor (Corner) E. Horak 1980
- Austroboletus subflavidus (Murrill) Wolfe 1980
- Austroboletus subvirens (Hongo) Wolfe 1980
- Austroboletus trinitatensis Wolfe 1988
- Austroboletus tristis (Pat. & C.F. Baker) Wolfe 1980
- Austroboletus viscidoviridis N.A. Fechner, Bonito, T. Lebel & Halling 2017